# OrellanaLucca
OrellanaLucca es un dúo santiagueño de folclore argentino anteriormente llamado "Dúo Terral" y en sus inicios, "Presagio", integrado por Manuel Orellana (guitarra líder y primera voz) oriundo de Frías y Rodolfo "Pelu" Lucca (guitarra base y segunda voz) de Santiago Capital; junto a Benito Serrano (percusiones) y Ale Cortez (bajo).

## Historia
El grupo surge en 1999 en la ciudad de Córdoba Capital, con su primera formación: Manuel Orellana y el tucumano Ernesto Guevara, guitarrista de Raly Barrionuevo, actualmente solista.
En el año 2001, Manuel Orellana venía de participar en la grabación del disco "Circo Criollo" de Raly Barrionuevo, como músico y también con su voz en la mayoría de los temas, luego formó parte integrante de la gira promocional de este mismo álbum.
Al poco tiempo, Ernesto Guevara deja Presagio, para unirse a la banda de Raly Barrionuevo y se incorpora el joven músico santiagueño Rodolfo Lucca. Lucca, venía de integrar el dúo Pueblo Dentro junto a Rolando Rosales, con quien lanzó un disco independiente llamado "Remolino".
Ya con esta formación y junto al percusionista Martin Bruhn, dan forma y sonido a este proyecto.
En octubre del año 2002, lanzan de manera independiente el disco "Alma Maternal", en el que incluyen sus propias composiciones, las de reconocidos autores y la de jóvenes compositores santiagueños. En este disco participan también importantes artistas invitados como: Horacio Banegas, Raly Barrionuevo, Dúo Coplanacu y Gustavo Chazarreta, además de los músicos: Cristián "Mono" Banegas, Romualdo Helman, Ernesto Guevara, Eduardo Misoguchi, Emily Horts y Eduardo Salguero.
Es en esta época cuando el percusionista Martín Bruhn emigra a España y Benito Serrano se integra a Presagio. Benito, ya sumaba a su experiencia musical, la participación como músico en la banda de Horacio Banegas y su recorrido por varios países junto al bailarín Juan Saavedra. En esta época se integra al grupo al bajista Ale Cortez.
A principios del 2004, fueron revelación en el Festival de Añatuya, sumando a este reconocimiento, la gran convocatoria que lograron en el escenario Jacinto Piedra del Festival de La Salamanca, en La Banda, Santiago del Estero.
En 2005 editan su segundo disco "Tierra Que Espera" con 14 canciones de las cuales 12 fueron compuestas por el dúo.
Ese mismo año, por problemas con el registro de marcas tuvieron que cambiar su nombre "Presagio" por "Dúo Terral".
En 2007, ya con el nombre de Dúo Terral, editan su tercer disco: "Presagio", con 14 canciones, todas compuestas por la dupla Orellana-Lucca. La canción "Abrí Tu Alma", track número 8 de este disco, tiene la participación de León Gieco.
En octubre y noviembre de 2009 graban de manera independiente el disco "Habitantes de mi tierra" con la participación estelar de Abel Pintos en uno de sus temas y de Demi Carabajal y Marcelo Mitre. El disco se presenta oficialmente el 15 de abril de 2010 en el Teatro 25 de Mayo de la ciudad de Santiago del Estero. 
Antes del lanzamiento, y una vez más por problemas con el registro de marcas, han decidido finalmente poner sus apellidos OrellanaLucca para identificar al dúo.
En el año 2015 editan nuevamente de forma independiente su quinto disco al que llamaron "Hermanos", es un trabajo doble, el mismo tiene un total de 25 canciones de las 
cuales 18 son de la autoría del Dúo como "Llueve", "La voz del que se ha ido", "Hermanos" (que da nombre al disco).
El track número 8 del CD1 "Desde mi corazón" tiene la participación en violín del también santiagueño Néstor Garnica y la chacarera "Encontrarte de nuevo" del CD1 que pertenece a Manuel Orellana está dedicada a su padre , fallecido en 2012.
Con las diferentes presentaciones de este disco , comenzaron a llegar grandes reconocimientos al dúo, reconocimientos que hace tiempo tendrían que haber llegado , como ser Consagración en el Festival de Cosquín 2016 y Consagración de Jesús María 2017

## Discografía
1. Alma Maternal (2002) (con el nombre de Presagio)
2. Tierra que espera (2005) (con el nombre de Presagio)
3. Presagio (2007) (con el nombre de Terral)
4. Habitantes De Mi Tierra (2010)
5. Hermanos (2015) Disco Doble

- Datos: Q6052284